# Herbert Hoijtink

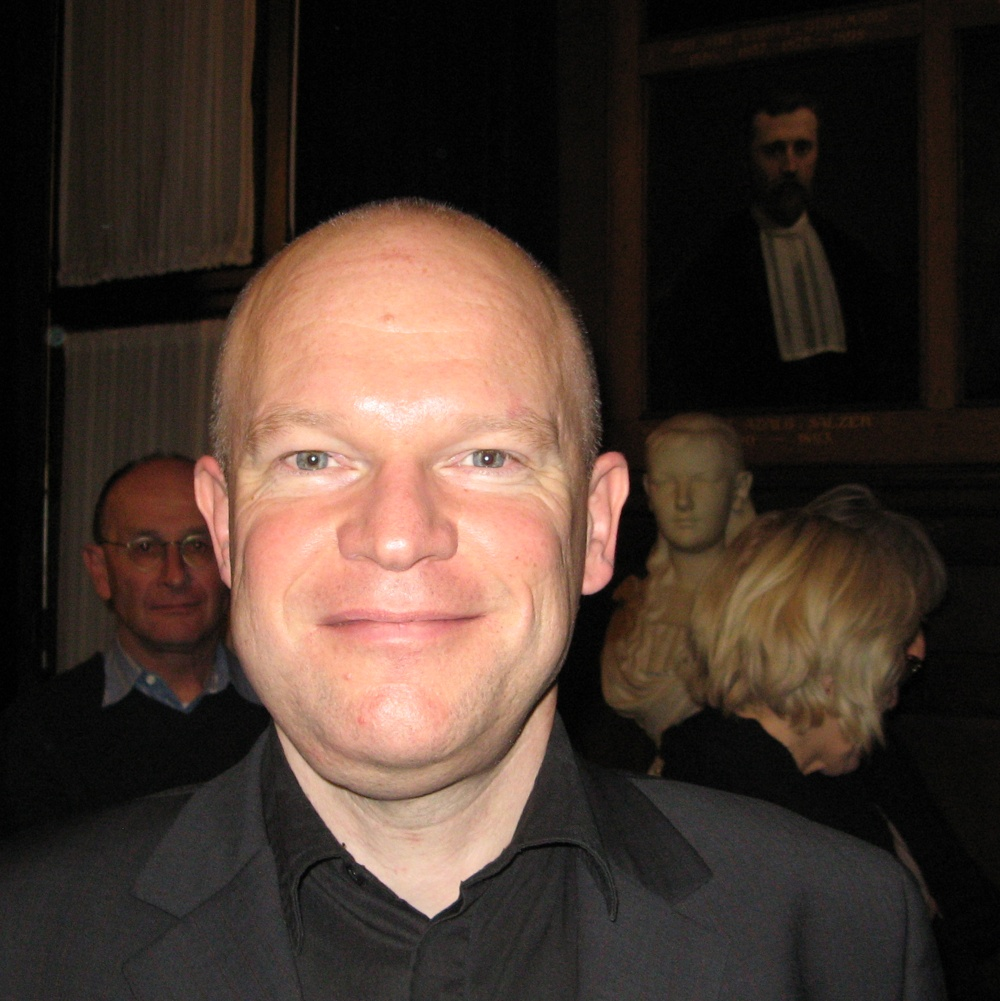
Herbert Hoijtink, 2009.

Hermanus Johannes Arnoldus (Herbert) Hoijtink (23 december 1961) is een Nederlands psycholoog en professor toegepaste bayesiaanse statistiek bij de afdeling methoden & technieken aan de Universiteit Utrecht.  
Hoijtink studeerde wiskundige psychologie aan de Rijksuniversiteit Groningen en promoveerde hier ook in 1990 onder Ivo Wouter Molenaar op het proefschrift "PARELLA : measurement of latent traits by proximity items". Eind tachtiger jaren is Hoijtink begonnen te werken als methodoloog bij het Heymans Instituut aan de Rijksuniversiteit van Groningen. In 2003 wordt hij professor toegepaste bayesiaanse statistiek aan de Universiteit Utrecht. 
In 2005 ontving hij van NWO een "Vernieuwingsimpuls Vici" maatschappij- en gedragswetenschappen onderscheiding voor zijn onderzoekvoorstel "Meer leren van wetenschappelijke data". Dit onderzoek wil een methodiek ontwikkelen om wetenschappelijke theorie met statistische modellen uit te drukken om betere data-analyse mogelijk te maken.

## Publicaties
Hoijtink publiceerde aan verschillende boeken en artikelen. Een selectie:
- 1990. PARELLA : measurement of latent traits by proximity items. Proefschrift UU.
- 2007. Bayesian Evaluation of Informative Hypotheses. Met I. Klugkist en P.A. Boelen. Springer. ISBN 0387096116

Artikelen, een selectie:
- 1998. "Constrained latent class analysis using the Gibbs sampler and posterior predictive p-values: Applications to educational testing". In: Statistica Sinica, Vol. 8, pp. 691-712
- 1999. "Confirmatory factor analysis of items with a dichotomous response format using the multidimensional Rasch model". Met G. Rooks en F.W. Wilmink. In: Psychological Methods. Vol. 4, pp. 300-314.
- 2004. "Model based clustering of large data sets: tracing the development of spelling ability". Met A. Notenboom en K. Ryckaert. In: Psychometrika. Vol. 69, pp. 481-498.
- 2005. "Discussion of "Analysis of variance--why it is more important than ever by A. Gelman." Met Joop Hox. In: Annals of Statistics 2005, Vol. 33, No. 1, 40-43
- 2005. "Inequality Constrained Analysis of Variance: A Bayesian approach". Met I. Klugkist en O. Laudy. In: Psychological Methods. Vol. 10, pp. 477-493.